# Cathédrale Saint-Matthieu de Washington
Pour les articles homonymes, voir Cathédrale Saint-Matthieu.
La cathédrale Saint-Matthieu est l'un des principaux lieux de culte catholique de la ville de Washington, capitale fédérale des États-Unis, dans le district de Columbia. Église-mère de l'archidiocèse catholique de Washington, elle est inscrite sur la liste du Registre national des lieux historiques depuis le 24 janvier 1974.
Elle se situe au 1725 Rhode Island Avenue NW et est desservie par la station de metrorail Farragut North.

## Contexte historique - Nouvelle église paroissiale s'avérant trop petite
L'accroissement de la petite communauté catholique de la ville détermine la construction d'une nouvelle église paroissiale en 1840, laquelle est établie sur un terrain situé à l'intersection de H Street NW et de 15th Street NW. Placé sous la protection de l'apôtre Matthieu, considéré par l'Église catholique comme le protecteur des membres de la fonction publique, le sanctuaire ne tarde cependant pas à se révéler inadapté aux besoins du culte, rendant nécessaire la construction d'une nouvelle église apte à contenir un plus grand nombre de fidèles.

## Historique de la cathédrale actuelle
La tâche de dessiner les plans de celle-ci est confiée à l'architecte C. Grant Lafarge qui imagine un édifice s'inspirant de l'architecture paléochrétienne. En 1893, le chantier de la nouvelle église peut enfin commencer après une bénédiction solennelle. À peine deux ans plus tard, alors que le gros-œuvre n'est pas encore achevé, la première messe est célébrée le 2 juin 1895.
Les travaux se poursuivent jusqu'en 1913, date à laquelle l'église est officiellement consacrée. Elle prend le titre de co-cathédrale après la création de l'archidiocèse de Baltimore-Washington en 1939, et devient la cathédrale de l'archidiocèse de Washington lorsqu'il est érigé le 12 octobre 1965.
Plusieurs cérémonies importantes s'y sont déroulées, parmi lesquelles la messe funèbre du second président de la République des Philippines, Manuel Luis Quezón, décédé dans l'État de New-York le 1er août 1944, mais également la messe de requiem du sénateur Joseph McCarthy, célébrée en présence de plusieurs dizaines de membres du sénat, de personnalités officielles et de dignitaires du clergé.
Le 25 novembre 1963, c'est dans la cathédrale Saint-Matthieu qu'eut lieu la messe solennelle de requiem du président John Fitzgerald Kennedy, célébrée par le cardinal Cushing en présence de nombreux chefs d'État et de membres du corps diplomatique. Une dalle de marbre incrustée dans le sol à l'entrée du chœur commémore cet événement.
En 1979, le pape Jean-Paul II vint célébrer une messe dans la cathédrale à l'issue de sa première visite apostolique aux États-Unis.
Une fois par an, une « messe rouge » (red mass en anglais) ou « messe du Saint-Esprit » est célébrée dans la cathédrale. Dans la tradition catholique, cette célébration liturgique a pour but de demander la protection de l'Esprit-Saint sur les personnes chargées de rendre la justice, qu'elles soient juges, procureurs, avocats, ou membres du personnel du ministère de la justice par exemple.

## Architecture

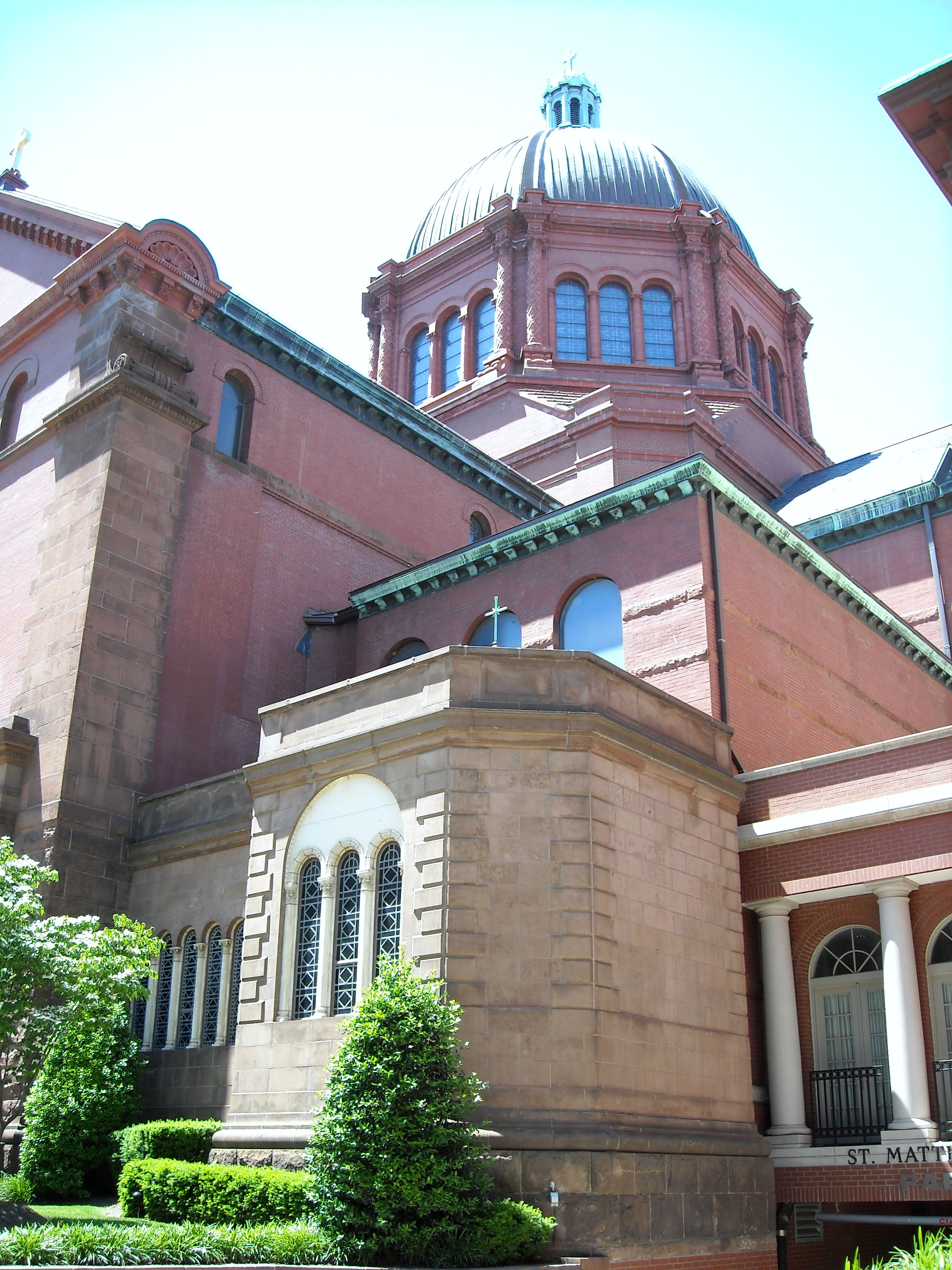
L'extérieur de la cathédrale et son dôme

Dessiné par l'architecte Christopher Grant LaFarge, le sanctuaire apparaît comme une tentative de fusion de plusieurs courants architecturaux, parmi lesquels le néo-byzantin et le néo-roman prédominent. Basée sur un plan en forme de croix latine, elle peut accueillir jusqu'à 2 000 personnes (800 places assises). Le vaisseau principal est couvert d'une voûte à caissons en berceau qui s'inspire de l'art de la Renaissance italienne. De part et d'autre de la nef, trois arcades en plein cintre donnent accès à des chapelles latérales. Une série de puissants arcs doubleaux supporte le dôme qui s'élève à la croisée du transept. Haut de 190 pieds (environ 58 mètres), il passe d'une base circulaire à un plan octogonal.

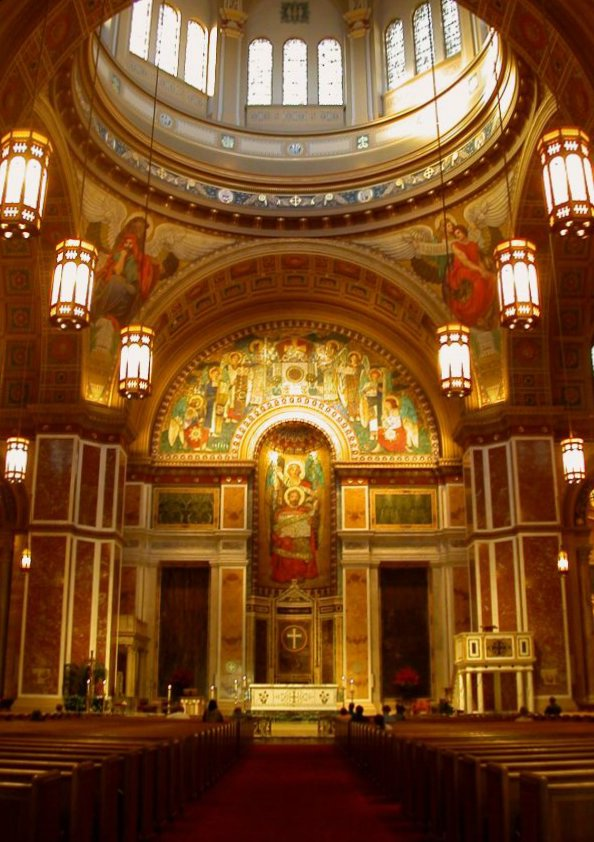
Intérieur de la cathédrale.

L'intérieur de l'édifice est remarquable par son ornementation qui constitue un mélange savant d'influences antiques et classiques. Des panneaux de marbre en provenance de plusieurs continents (Amérique, Europe et Afrique) couvrent une partie des murs, qui accueillent également des fresques évoquant des épisodes bibliques. Dans le chœur, le maître-autel est en marbre blanc incrusté de pierres semi-précieuses formant un réseau de motifs floraux. À proximité de celui-ci se trouve la cathèdre ou trône épiscopal, ornée des armoiries de  Mgr Michael Curley, premier archevêque catholique de Washington.
Derrière l'autel, l'abside est ornée d'une grande mosaïque (35 pieds de haut pour 13 de large, soit 11 mètres sur 4) représentant l'apôtre Matthieu tenant un livre à la main. Sur la couverture de celui-ci est inscrit cet extrait de l'évangile de Matthieu : « Jesus saw a man sitting in the custom house named Matthew and He said to him Follow Me And he arose and followed Him » (Jésus aperçut un homme appelé Matthieu, assis au bureau des impôts, et il lui dit « viens à ma suite ». Et se levant, il le suivit - Matthieu 9:9). Cette mosaïque monumentale est l'œuvre de l'artiste new-yorkais Edwin Blashfield.

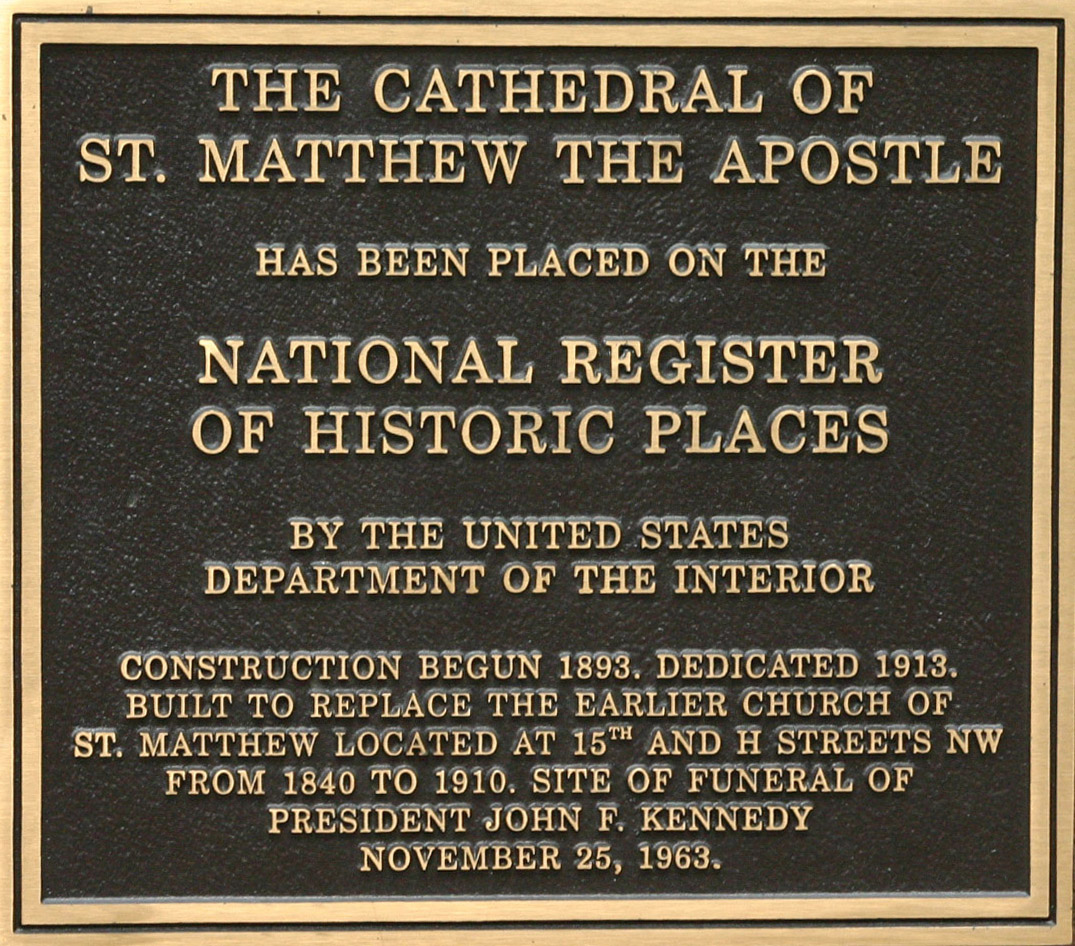
Plaque indiquant l'inscription de la cathédrale à la liste du NRHP

La décoration intérieure fut refaite dans son ensemble à partir de l'année 2000, le chantier s'achevant officiellement le 21 septembre 2003, jour de la Saint-Matthieu.
Plusieurs chapelles se distinguent par la richesse de leur ornementation : ainsi de la chapelle du Saint-Sacrement, aux voûtes couvertes de fresques représentant des anges, œuvre de l'artiste Vincent Aderente ; de la chapelle Saint-François-d'Assise, où l'on peut remarquer des fresques murales de Thomas S. La Farge - le neveu de l'architecte - évoquant la vie de Saint François, ainsi qu'une représentation de la Crucifixion, ou encore de la chapelle Saint-Antoine-de-Padoue, où l'on peut remarquer une copie d'un buste du pape Jean-Paul II par le sculpteur Gordon Kray (l'original a été dérobé et n'a jamais été retrouvé).